# الجيش الفاطمي
الجيش الفاطمي كان هو القوة البرية للخلافة الفاطمية (909–1171). وكما هو الحال مع الجيوش الأخرى في العالم الإسلامي في العصور الوسطى، كان هذا الجيش متعدد الأعراق، يتكون من شعوب كثيرة جدًّا بعضها هامشية وحتى أجنبية، وليس من التيار الرئيس العربي في المجتمع الفاطمي. تشكلت نواة الجيش الفاطمي من قبيلة كتامة البربرية التي قبلت الدعاية الإسماعيلية لأبي عبد الله الشيعي وأطاحت بالأغالبة في إفريقية بين عامي 902 و909 م. وسرعان ما انضمت إلى قبيلة كتامة مجموعات عرقية أخرى أسلمَت، مثل الروم (البيزنطيين اليونانيين) والسودان (من النوبة والسودان اليوم)، وقد ورثوهم من جيش الأغالبة، لكن البربر ظلوا يشكلون الركيزة الأساسية للجيوش الفاطمية حتى سبعينيات القرن التاسع، عندما أدى غزو الفاطميين لمصر وتوسعهم اللاحق في الشام إلى دخولهم في صراع مع سلاح فرسان غلمان التركي في العالم الإسلامي الشرقي. بدأ الفاطميون في دمج الأتراك والديلميين بأعداد كبيرة في جيشهم، مما أدى إلى تنافس دموي في كثير من الأحيان مع قبيلة كتامة. تمتع الأتراك بسيطرة شبه مطلقة خلال الأعوام الفوضوية 1062-1073، عندما كاد النظام الفاطمي أن ينهار أثناء فترة الشدة المستنصرية. انتهى نظامهم على يد الأرمني بدر الجمالي، الذي أسس دكتاتورية شبه عسكرية تحت ستار وزارة قوية، مما أدى فعليًا إلى تقليص دور الخلفاء الفاطميين إلى مجرد دمى؛ وبقاء السلطة في يد الوزراء. وفي عهد بدر وخلفائه، برز الأرمن في الدولة والجيش، وخلال القرن الأخير من عمر الدولة الفاطمية كانوا هم والسودان الجزء الأكبر من الجيوش الفاطمية، حتى كسر صلاح الدين قوتهم في معركة السود عام 1169 م بعد انقلابهم على الفاطميين.
كان سجل القتال للجيش الفاطمي مختلطًا. بدأت كقوة شبه ثورية خلال عقودها الأولى، عندما اتسمت بعدم الانضباط والتنافس القبلي، مما أدى إلى فشل المحاولات الأولى لغزو مصر. ومع ذلك، ومع توطيد النظام الفاطمي، تحسنت جودة الجيش، وخلال الصراعات التي شهدتها البلاد في خمسينيات القرن التاسع عشر في شمال أفريقيا وضد الإمبراطورية البيزنطية في صقلية، كان أداء الجيش جيدًا. كان غزو مصر عام 969 م، وهو لحظة فاصلة في تاريخ الخلافة الفاطمية، انتصارًا سياسيًّا وليس عسكريًّا، والتقدم اللاحق إلى بلاد الشام وضع الجيش الفاطمي في مواجهة أعدائه ــ الأتراك والقرامطة والبيزنطيين ــ وكان يكافح من أجل هزيمتهم. خلال أزمة منتصف القرن الحادي عشر، أصبح العسكريون هم صانعي القرار الحقيقيين في الدولة الفاطمية، الأمر الذي بلغ ذروته مع صعود بدر الجمالي. خلال الحروب الصليبية، كان أداء الجيش الفاطمي مرة أخرى غير مرضٍ؛ بل والأسوأ: فبينما كان كبيرًا وقويًا نسبيًا على الورق، فقد فشل مرارًا وتكرارًا في هزيمة الصليبيين، وبحلول نهاية النظام الفاطمي أصبح موضع سخرية بين أعدائه المسيحيين والمسلمين على حد سواء. عندما استولى صلاح الدين على السلطة في مصر وألغى حكم الدولة الفاطمية، قام بحل الجيش الفاطمي بالكامل تقريبًا؛ وضُم عدد قليل جدًا من القوات الفاطمية إلى جيوش سلطنة صلاح الدين الأيوبي.

## التنظيم
من الصعب تحديد تنظيم الجيش الفاطمي في أي لحظة معينة من الزمن، حيث كان في أوقات مختلفة يجند قواته من أعراق مختلفة، وينشر مزيجًا مختلفًا من أنواع القوات وبوضعيات مختلفة (أحرار أو عبيد). كان الجيش الفاطمي في الأصل خاضعًا لسيطرة قبيلة كتامة البربرية التي حملت السلالة إلى السلطة، وقد ضم منذ البداية أعراقًا إضافية موروثة من جيش الأغالبة، وكان طوال تاريخه ما وصفه المؤرخ يعقوب ليف بأنه "جيش متعدد الأعراق مع تطابق واضح بين التخصص العسكري والأصل العرقي"؛ ومع ذلك، فإن هذا التقسيم الداخلي إلى خطوط عرقية أثّر سلبًا على انضباطه وتماسكه.

### الإدارة والأجور
كانت تكاليف الحفاظ على جيش نظامي باهظة: على حد تعبير المؤرخ كلود كاهين، في العالم الإسلامي في العصور الوسطى "كان الشغل الشاغل، سواء للجنود أو للسلطة التي يخدمونها، هو توفير رواتبهم (الرزق، والخُبز)". ويؤكد كاهين أن المعلومات التفصيلية "متناثرة وغير دقيقة"، ولكن خلال القرن العاشر كان جندي المشاة في العراق يتوقعون الحصول على أجر سنوي يتراوح بين 500 إلى 1000 درهم فضي، أي ما يقرب من ضعفين إلى ثلاثة أضعاف ما يتقاضاه الحِرَفي في العالم الإسلامي. كان رجال الفرسان يتقاضون أجورًا مضاعفة عن رجال المشاة، وكان القادة يتقاضون أجورًا مضاعفة عن ذلك.
وعلى غرار النموذج الشائع في العالم الإسلامي، كان الجيش يُدار من خلال مكتب مالي خاص (الديوان)، وهو "ديوان الجيوش والرواتب". وكانت الحكومة مسؤولة أيضًا عن تزويد القوات بأسلحة إضافية - غالبًا ما يتم شراؤها من السوق المفتوحة في القاهرة - بالإضافة إلى الخيول والحيوانات؛ ويقال إن الخليفة العزيز كان يحتفظ بإسطبل يضم 12000 حصان و36000 جمل لهذا الغرض. وفي السنوات الأولى من حكم الخليفة الحاكم بأمر الله (حكم 996 - 1021)، كانت الرواتب تُدفع ثماني مرات في السنة، ولكن بحلول عهد المستنصر بالله (حكم 1036–1094) قد تغير هذا إلى دفعات شهرية، وهو النظام الذي استمر حتى نهاية الدولة الفاطمية. وكما فعل العباسيون من قبلهم، فقد منح الفاطميون أيضًا منحًا للأراضي (إقطاع) لقواتهم من أجل إعالتهم. وفي عهد الحاكم، كانت مثل هذه المنح تُمنح حتى للجنود العاديين. كما تلقت القبائل البدوية إقطاعات، ولكن لم تكن الأراضي بمثل إنتاجية الأراضي التي تُعطى للقادة، وكان لا بد من استكمالها بمبلغ نقدي. في حين تم تخصيص منح فردية للجنود النظاميين (إقطاع الجيش)، وخٌصص إقطاع جماعي للجماعات البدوية.
كانت المشاكل الاقتصادية التي بدأت في أواخر القرن العاشر تعني أن القوات كانت تُترك أحيانًا دون رواتب، مما أدى إلى عدم الانضباط والاحتجاجات من الجنود: فقد أثار الجيش أعمال شغب ونهب القاهرة في عام 1024، وفي عام 1036، ألقى أحد الجنود الغاضبين رمحًا كاد أن يقتل المستنصر. كان استياء العسكريين من نقص الرواتب هو السبب الرئيس للفوضى بين عامي 1062 و1063، والتي أدت إلى تفكك الجيش والبلاد تقريبًا، واستمرت حتى صعود بدر الجمالي إلى السلطة في عام 1073. لجأ العديد من الجنود إلى زراعة ممتلكاتهم عندما قتلت الأوبئة جزءًا كبيرًا من الفلاحين في منتصف القرن الحادي عشر. وكما هو الحال في مناطق أخرى من العالم الإسلامي التي تستخدم نظام الإقطاع، فقد أدى ذلك إلى تدهور جودة الأرض، وبعد وصول بدر الجمالي إلى السلطة، انخرط في إصلاحات تهدف إلى معالجة المشكلة.
في حين كان الجزء الأكبر من الجيش يتقاضى رواتبه من الديوان مباشرة، إلا أن إصلاحات بدر الجمالي عممت استخدام الإقطاع لإعالة الجنود. لا يزال معظم إيرادات الإقطاع تذهب إلى الدولة، ولكن المستفيد منها (المُقتطع) كان لا يزال يستحق راتبًا ثابتًا (العِبرة) منه. وعلى النقيض من النموذج السلجوقي المعاصر، لم يكن للمُقتطع سلطات إدارية على منحته. ومع ذلك، فإن الإصلاح ربط الجنود بالأرض، وافتتح نظامًا استمر في السلطنة المملوكية.
ومن المعروف أن العديد من القادة قاموا بتكوين وصيانة حاشية مسلحة من هذه العقارات، واستخدموهم كقوات عادية في الحملات.

### الهيكل والقيادة
لا يُعرف الكثير عن تفاصيل تنظيم الجيش الفاطمي. وبناءً على النموذج السائد في العالم الإسلامي، قُسِّم الجيش الفاطمي في الأصل إلى وحدات عرقية وقبلية، وهو ما تزامن عمومًا مع التمييزات الوظيفية بين سلاح الفرسان الخفيف والثقيل والمشاة، وما إلى ذلك. كما أُسست وحدات أخرى نتيجة تجنيد جنرالات أو ملوك محددين، مما أدى إلى تأسيس هوية جماعية قوية، ومن ثم أصبحت تُعرف باسم مؤسسيها (الجيش الفاطمي). قُسمَ كل فيلق من فيالق الجيش الفاطمي إلى وحدات بقاعدة مكونة من عشرة أفراد. وفي القرن الثاني عشر أنشأ الفاطميون أيضًا الحُجَريَّة، وهي فرقة خاصة من الكتائب، والتي كانت مقسمة حسب الأعمار. ومن المعروف أن التجمعات المنتظمة لتفقد القوات (العَرض)، على غرار النموذج العباسي، كانت إما مخصصة قبل المعارك الكبرى أو الحملات، أو كحدث سنوي منتظم في عهد العزيز، على الرغم من أن الخليفة الحاكم أوقف هذه الممارسة.
سِلك الضباط (الأمراء أو القادة) قُسم إلى ثلاث درجات، تميزت بالزي، وفقًا لحجم قياداتهم: كان أصحاب الرتبة الأعلى يرتدون أطواقًا ذهبية (أرباب الأطواق أو الأمراء المطوَّقون)، وكان التاليون يحملون هراوات فضية (أرباب القُضُب الفِضِّة)، ولم يكن لدى القادة الأقل (أعوان الأمراءadwān al-umarāʾ) أي شارات مميزة. من المعروف وجود وحدات فرعية للوحدات العرقية، ولكن لا توجد تفاصيل حول التمييز بين الألقاب المختلفة أو مسؤولياتها. في القرن الحادي عشر، كان لكل وحدة عرقية على ما يبدو مدقق حسابات (زمام)، غالبًا ما يكون عضوًا في أمانة الخلافة، وكان مسؤولًا عن التوسط بين الوحدة والخليفة.
وكان القائد الفاطمي الأقدم هو عادة القائد الأعلى للجيش في الشام، والذي كان يحمل لقب أمير الأمراء أو أمير الجيوش. كان هذا اللقب الأخير يحمله بدر الجمالي عندما تولى السلطة، ومنذ ذلك الحين أصبح يشير إلى الوزراء شبه الديكتاتوريين الذين حكموا الدولة الفاطمية دون انقطاع تقريبًا حتى نهايتها.
وعلى الرغم من المكانة العالية التي كان يتمتع بها فرسان الغلمان الأتراك، فإن الجزء الأكبر من الجيوش الميدانية الفاطمية خلال القرن الحادي عشر ظل من المشاة، مع تمركز سلاح الفرسان (الذي كان عادة مدعومًا برجال القبائل البدوية) على الأجنحة.

### الأعداد

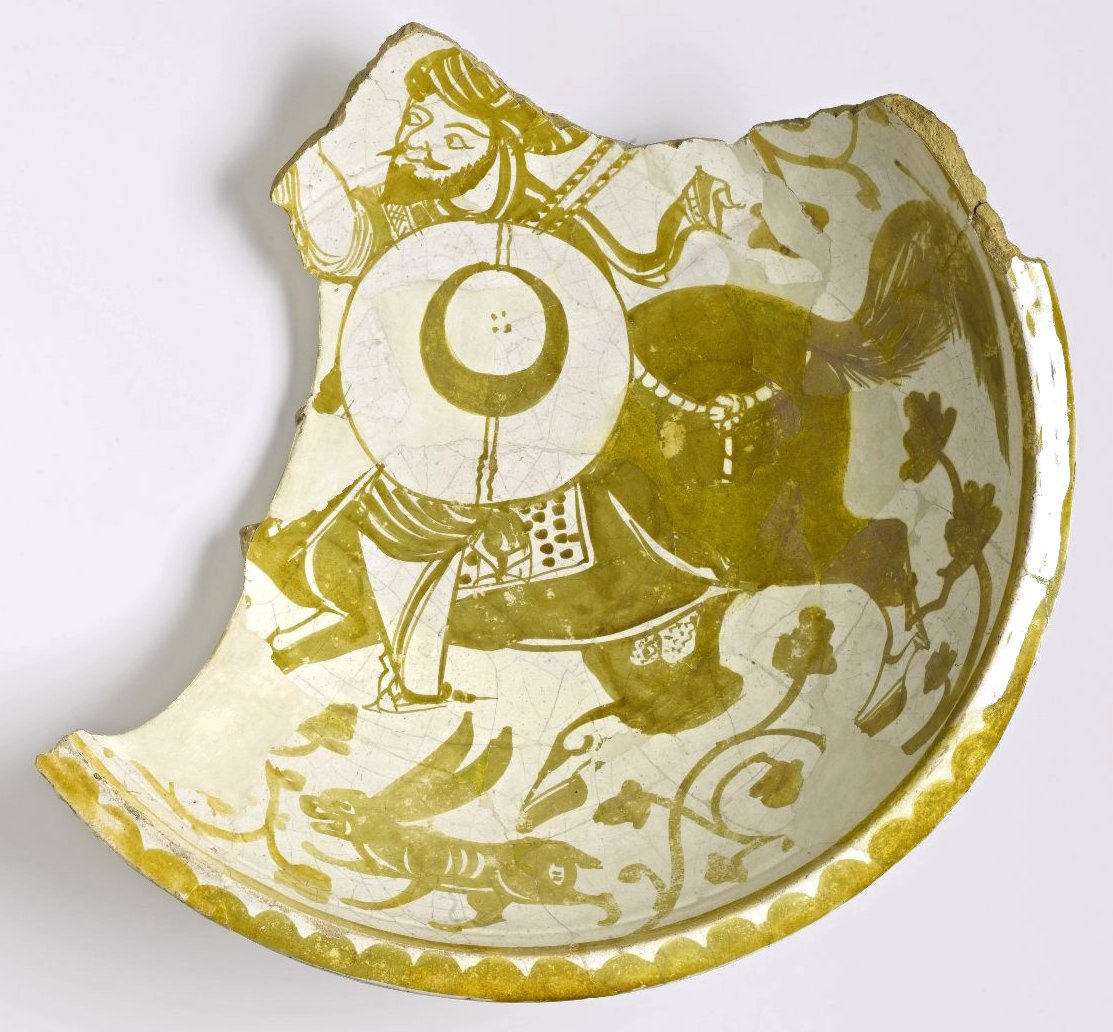
وعاء يصور محاربًا راكبًا، القرن الحادي عشر، موجود الآن في متحف بروكلين

ومن الصعب تقدير حجم الجيش الفاطمي. تقدم المصادر التي تعود إلى العصور الوسطى أعدادًا مبالغ فيها إلى حد كبير، مثل 100 ألف أو حتى 200 ألف رجل أثناء غزو جوهر لمصر، وادعاء بأن 300 ألف رجل كانوا متمركزين في مصر وحدها أثناء عرض عسكري في عام 993، و215 ألف رجل أبلغ عنهم ناصر خسرو في عام 1047. هذه الأرقام مشكوك فيها، فمن المعروف أن تكلفة الجيش المحترف كانت هائلة؛ ففي أوج الخلافة العباسية في القرن التاسع، كان الجيش النظامي الذي يبلغ تعداده 50 ألف رجل يحتاج إلى ما لا يقل عن 14 مليون دينار ذهبي سنويًّا لصيانته. بالإضافة إلى ذلك، في روايات المعارك الفردية، حتى المعارك الحاسمة، فإن الأرقام المذكورة عادة ما تكون حول 10000.
خلال أواخر العصر الفاطمي، قُدمّت أرقام أكثر تحفظًا: يقتبس المؤرخ المصري المقريزي في القرن الرابع عشر رواية لرئيس ديوان الجيوش، ابن مماتي، أنه خلال عهد طلائع بن رزيق (1154-1161)، كان الجيش يتألف من 40 ألف فارس و30 ألف مشاة من السودان. وفي نقطة أخرى، ومع ذلك، في إشارة إلى نفس الرواية، يكتب المقريزي عن 40 ألف فارس، و36 ألف مشاة، و10 آلاف من مشاة البحرية على عشر سفن حربية (القادس). تُعتبر هذه الأرقام أيضًا غير معقولة من العلماء المعاصرين، حتى لو تم تفسيرها بحيث تشمل القوات المساعدة والمتطوعين؛ وكما يشير المؤرخ يعقوب ليف، فإن النسبة العالية من سلاح الفرسان إلى المشاة غير معقولة بشكل خاص، كما هي الحال بالنسبة لنسبة 1000 من مشاة البحرية إلى سفينة حربية واحدة. الأرقام التي ذكرها المقريزي في مكان آخر، في إشارة إلى أواخر ستينيات القرن الثاني عشر، أثناء وصول شيركوه إلى مصر، أكثر منطقية بكثير: 10000 من الفرسان، و400000 من المشاة السودان، و10000 من مشاة البحرية وقوات الإقطاع.

### المجموعات العرقية
اعتمدت الجيوش الفاطمية المبكرة في إفريقية بشكل أساسي على قبيلة كتامة البربرية، حيث كانوا أول من انضم إلى دعوة الفاطمية وحملوها إلى السلطة.  كما تم تجنيد أو استيعاب وحدات عرقية أخرى أثناء غزو الأغالبة إفريقية والإخشيديين مصر، ولكن لم يكن الأمر كذلك إلا بعد توسع الفاطميين في المشرق، حيث دخلوا في اتصال وصراع مع المنظمات العسكرية الإمبراطورية الأكثر تقدمًا: الإمبراطورية البيزنطية والإمبراطورية البويهية، الذين اتبعوا النموذج العباسي السابق، حيث أصبحت أوجه القصور في جيشهم واضحة. وقد أدى ذلك إلى الإصلاح في عهد الخليفة العزيز بالله (حكم 975–996)، بمساعدة الوزير يعقوب بن كلس، وجعل الجيش الفاطمي أكثر انسجامًا مع الممارسات في العالم الإسلامي الشرقي، وأبرزها استخدام الغلمان الأتراك.

#### كتامة والبربر الآخرون
كانت كتامة هم الركيزة الأساسية والنخبة في الجيوش الفاطمية المبكرة، وقد اهتم بهم الفاطميون بسبب هذا. ومن بين كتامة بدأ أبو عبد الله الشيعي دعايته الثورية لصالح الفاطميين، ومن بينهم حشد الجيش الذي أطاح بالأغالبة وأسس الخلافة الفاطمية في إفريقية بين عامي 903 و909. وعلى الرغم من أن القبائل البربرية الأخرى سرعان ما توافدت إلى لواء الفاطميين ـ ولا سيما اتحاد الصنهاجة الكبير في عهد المنصور بن نصر الله ـ إلا أن قبيلة كتامة استمرت في توفير الجزء الأكبر من الجيوش الفاطمية حتى بعد الفتح الفاطمي لمصر عام 969. ويسميهم المقريزي "أهل الدولة"، في حين أن الخلفاء الفاطميين الأوائل خصوهم بلقب خاص "الأولياء"، أي "أصدقاء" الله والسلالة، وسموهم كذلك "المؤمنون"، على النقيض من عامة المسلمين العاديين. وفقًا للمؤرخ هاينز هالم، يمكن تشبيه الدولة الفاطمية المبكرة بـ"هيمنة كتامة". في عام 948، صرح الخليفة المنصور علنًا بأن الله منح قبيلة كتامة الأفضلية بين جميع الشعوب الأخرى، لأنهم أول من رأوا الحقيقة وقبلوها.
ومن ناحية أخرى، كانت سيطرة قبيلة كتامة شبه المتحضرة موضع استياء شديد، ليس فقط من جانب القبائل البربرية الأخرى، بل وخاصة من جانب سكان المدن، حيث سادت الثقافة العربية. وكما كتب هالم، كان الوضع مشابهًا لسيناريو حيث "في أوائل القرن الثامن عشر في أمريكا الشمالية، اجتاح الإيروكوا، الذين اعتنقوا الكاثوليكية على يد المبشرين اليسوعيين، المقاطعات البيوريتانية في نيو إنجلاند، ونصّبوا زعماءهم حكامًا في بوسطن وبروفيدنس وهارتفورد. لا محالة، أدّت غطرسة كتامة واستغلالهم إلى ثورات في المناطق الفاطمية الحديثة، حيث اُستُهدفَت كتامة على وجه الخصوص وهاجمهم المتمردون. خلال الغزوات الفاطمية المبكرة لمصر، عانى الجيش الفاطمي المتمركز في كتامة أيضًا من عدم الانضباط.
وبعد انتقال مقر الخلافة إلى مصر عام 973م، رافق عدد كبير من كتامة الأسرة الحاكمة شرقًا، بينما بقي الصنهاجة، تحت قيادة الأسرة الزيريّة، لدعم السلطة الفاطمية والمذهب الإسماعيلي في إفريقية. وعلى الرغم من اعتناق الزيريين الإسماعيلية وسط سكان أغلبهم من السنة، لم يتمكن الصنهاجة والزيريون من وقف مذبحة المجتمعات الإسماعيلية في إفريقية في عام 1016/1017، والانفصال النهائي لسلالة الزيريين عن الاعتراف الاسمي بالسيادة الفاطمية خلال القرن الحادي عشر؛ وبالتالي أصبح معظم سكان هذه المناطق اليوم من المذهب السني.
ومع ذلك، كشفت الغزوات على بلاد الشام في سبعينيات القرن التاسع عن عدم كفاية الجيش الذي يعتمد فقط على قبيلة كتامة، ومنذ عام 978، بدأ الفاطميون في دمج مجموعات عرقية، ولا سيما الأتراك والديلميين، من الأراضي الإسلامية الشرقية في جيشهم. بالتزامن مع الصعوبة المتزايدة في تجديد مجموعة المجندين من كتامة بعد ق. 987/88، شكلت هذه الأحداث تحديًا للموقف المهيمن الذي كان يتمتع به كتامة في الجيش حتى ذلك الحين. وبعد ذلك، نشأت منافسة شرسة بين قبيلة كتامة و"المشارقة". في عام 996، عند تولي الحاكم بأمر الله الحكم، رفضت قبيلة كتامة الاعتراف بالخليفة الجديد ما لم يتم تعيين زعيم كتامة الحسن بن عمار وزيرًا. لقد تم ذلك، لكن نظام ابن عمار الموالي للبربر بشكل صارخ سرعان ما نفر بقية أفراد النخبة، وأُطيح به بعد عام. وأخيرًا، عندما تولى الحاكم مقاليد الحكم في عام 1000، أطلق مسؤولوه حملة تطهير للنخب الفاطمية، والتي تم خلالها إعدام ابن عمار والعديد من الشخصيات البارزة الأخرى من قبيلة كتامة لتهدئة الاحتقان.
بعد ذلك، تراجع وضع قبيلة كتامة بشكل مطرد، حتى أنه في تشرين الثاني 1025، أثناء مراجعة رسمية، اضطرت قبيلة كتامة التي كانت كثيرة العدد والمال إلى المطالبة بالخبز لإشباع جوعها أثناء، وقد كان هذا بوادر لما سيُعرف بعد بضعة سنوات بالشدة المستنصرية. وبعد فترة وجيزة، لم يتمكنوا من تعبئة حتى 100 فارس في وقت قصير. ومن ناحية أخرى، يذكر الرحالة الفارسي ناصر خسرو أنه كان هناك 20 ألف فارس من قبيلة كتامة أثناء زيارته لمصر عام 1047. خلال فترة الشدة المستنصرية التي سادت بين عامي 1062 و1073، تحالفَت كتامة مع السودان ضد الأتراك والديلميين. طُرد آخر بقايا كتامة من الجيش الفاطمي بعد تولي بدر الجمالي السلطة في عام 1073.
كانت هناك مجموعات بربرية أخرى موثقة في الجيش الفاطمي مثل البطلية أو الأبطال، الذين شاركوا في غزو مصر وكان لهم ربعهم الخاص في القاهرة. أفاد ناصر خسرو أنه رأى 15 ألف فارس من البطلية أثناء استعراض عسكري في القاهرة. البرقية هي مجموعة أخرى من أصل بربري (من برقة) والتي تم ذكرها لأول مرة كجزء من جيش جوهر.
آخر فوج بربري كبير هو المصامدة، الذين جُندوا من جبال الأطلس الكبير. ويقال إنهم جُندوا لأول مرة في عهد العزيز بالله، ولكن لا يظهرون في المصادر إلا في منتصف القرن الحادي عشر، حسب رواية ناصر خسرو. وقد بلغ عددهم عشرين ألفًا من المشاة المسلحين بالرماح والسيف، وكانوا يُستخدمون غالبًا لتحصين المدن في الشام. ويبدو أنهم نجوا من حكم بدر الجمالي، إذ عادوا للظهور لفترة وجيزة في عهد المأمون البطائحي (1121-1125).

#### الروم والصقالبة
وبعد الإطاحة بسلالة الأغالبة، قام الفاطميون بدمج بقايا الجيش الأغالبي المهزوم في جيشهم. ومن بينهم الروم. يشير المصطلح عادةً إلى اليونانيين البيزنطيين على وجه التحديد، ولكن من المحتمل أيضًا أنه يشمل العبيد من أصل أوروبي الذين أُسروا في الغارات في إيطاليا وأماكن أخرى. وتبع الروم جوهر في فتح مصر، وأُعطي لهم مسكن خاص بهم في القاهرة. ولا يزالون موثقين في الخدمة الفاطمية حتى السنوات الأولى من القرن الحادي عشر، كمماليك أو مرتزقة. دُمر حي الروم في القاهرة عام 1009 بأمر من الخليفة الحاكم، مما قد يشير أيضًا إلى طردهم من الجيش في نفس الوقت. وفقًا للمؤرخ الشامي المسيحي المعاصر يحيى الأنطاكي، ضيّق الحاكم على المسيحيين في إحدى السنوات، ويبدو أن سبب ذلك هو أن أمه مسيحية قبطية، فخشيَ من أن يحدث اضطرابات بسبب ذلك، فأراد أن يُظهر تديّنه، وفي هذه الفترة اعتنق كثير من الجنود الروم الإسلام.
كانت هناك مجموعة مماثلة في كثير من النواحي وهي صقالبة (الأندلس) ('السلاف')، وهو مصطلح يُطلق غالبًا على العبيد الأوروبيين في الأراضي الإسلامية، ولكنه لا يرتبط بأصل عرقي أو إقليمي محدد. كما استخدم الأغالبة الصقالبة على نطاق واسع، ثم دخلوا في حدمة الفاطميين، الذين استخدموهم في جيشهم وبلاطهم وإدارتهم. وقد وفّر الصقالبة العديد من رجال البلاط الذين أُوكلَت إليهم مناصب عليا وقيادات عسكرية، وخاصة في عهد الخليفة المعز. وكان من بينهم الحاجب جوذر، وصابر الفتى، الذي قاد الغارات البحرية ضد السواحل الإيطالية، والقائد قيصر، والقائد مظفر، وحتى جوهر، فاتح مصر. ربما كان برجوان، شبه الدكتاتور في الفترة من 996 إلى 1000، واحدًا منهم أيضًا.
بلغ الصقالبة ذروة شهرتهم في أواخر القرن العاشر. وانتقلوا هم أيضًا إلى مصر مع جوهر، وسُمي أحد أزقة القاهرة باسمهمم. ورث الفاطميون المزيد من الصقالبة بعد فتح مصر من الإخشيديين، وفي عام 974/5 اشترى الخليفة المعز جميع الصقالبة المملوكين للقطاع الخاص. مع تراجع سلالة الحمدانيين في حلب خلال أواخر القرن العاشر، ضُم العديد من الصقالبة إلى الخدمة الفاطمية، في حين أثبتت شبه الجزيرة الأيبيرية (الأندلس) أنها مصدر رئيسي لتجنيد الصقالبة الجُدد.
في حين ذُكر الصقالبة في السجلات على أنهم يشكلون فرقة مميزة من الجيش الفاطمي، إلا أن دورهم غامض، ومعظم أعضائهم المذكورين في المصادر مرتبطة بوظائف إدارية أو بلاطية وليسوا جنودًا. مع وصول الأتراك، بدأوا يفقدون مكانتهم البارزة، لكنهم ظلوا مفضلين لوظيفة صاحب المظلة (وهو على الأرجح نوع من المظلات وأحد الشعارات الرئيسة للخلفاء العباسيين والفاطميين)، وهو المنصب الذي جاء في المرتبة الرابعة في التسلسل الإداري للدولة الفاطمية.
لا يزال يُذكرالصقالبة باعتبارهم فيلقًا مميزًا للقصر في عامي 1024/1025، ولكن بحلول عصر ناصر خسرو بعد جيل من الزمان يبدو أنهم قد اُستُبدلوا بخصيان القصر (الأستادِثة) ذوي اللونين الأبيض والأسود. 

#### السودان
وكما حدث مع الروم، ورث الفاطميون من الأغالبة استخدام الجنود السودان، والذين كانوا منتشرين على نطاق واسع في العالم الإسلامي. ومن المعروف أن السودان الفاطميين كانوا نشطين في إفريقية إلى جانب قبيلة كتامة. وقد قام الخليفة المهدي بالفعل بتجنيد السودان في جيشه، وفي عام 935، قاد القائد السوداني، ساندال، حملة ضد فاس في المغرب. لم يتم ذكر السودان في جيش جوهر الفتحي إلا إذا اكتُشف أن الزويلة من السودان.
ومع ذلك، اُستُخدمَت قوات السودان بكثافة من الأنظمة المصرية السابقة: الإخشيديون والطولونيون، وفتح غزو المقاطعة طريقًا أكثر مباشرة للتجنيد عبر الممالك النوبية إلى الجنوب من مصر. في عهد الخليفة الحاكم بأمر الله (حكم. 996–1021)، وُسع السلك بشكل كبير، حيث اشترى الخليفة السودان بأعداد كبيرة، وأطلق سراحهم على شرط العمل في حكومته. وهكذاذُكر السودان أثناء ثورة صور (996-998).
يبدو أن عددًا من الفيالق المتميزة قد تشكلت من السودان: االسودان الجوّالة، الفرحية، العطوفية، وخاصة الحرس الشخصي المسلّح بالسيف للخليفة الحكيم، السعدية. كان السعدية بارزون بما يكفي لدرجة أن المبعوثين البيزنطيين الذين زاروا البلاط أحضروا لهم هدايا خاصة، ولكن في عام 1005 قام الحاكم فجأة، لأسباب غير معروفة، بتطهير الوحدة، مما أدى إلى مقتل قائدها ونصف رجالها البالغ عددهم 100 رجل.
لقد أدى تدفق الجنود السودان إلى زعزعة التوازن مع المجموعات الأخرى، وكذلك العلاقات مع السكان المدنيين، الذين تعرضوا للنهب وحتى القتل على أيديهم. وضع الحاكم ضباطًا من السودان على رأس الأتراك لمعاقبتهم في خطوة متعمدة لإذلالهم بسبب تمردهم؛ وكانت النتيجة معركة كبرى بين المجموعتين في شباط/آذار 1020. وفي بعض الأحيان، انضم السودان أيضًا إلى فيالق عسكرية أخرى في نهب الأسواق، أو الاعتداء على السكان في القاهرة. واستمر هذا التمرد في عهد الظاهر (حكم. 1021–1036)، وخاصة عندما ضربت الأزمة الاقتصادية الجيش وقللت من قدرته القتالية وانضباطه. كان الوضع سيئًا للغاية، لدرجة أن بعض الجنود أُجبروا على أكل الكلاب، حيث لم يتلقوا أي أجر؛ وسُجلت أعمال شغب وتمرد متكررة خلال الأعوام 1024-1025. ومع ذلك، فقد ظل عددهم كبيرًا جدًا: يذكر ناصر خسرو 30 ألفًا من السودان، ولكن أيضًا 20 ألفًا المصامدة - البربر من غرب المغرب، ولكن ناصر خسرو يسميهم سودًا - و30 ألفًا آخرين من الزنج (السود من شرق إفريقيا)، والذين لم يظهروا في أي مصدر آخر.
بعد صعود بدر الجمالي إلى السلطة، حُلّت أفواج السودان الموجودة لأنها كانت شديدة الولاء للخليفة، على الرغم من أن بدر قام بتكوين حرس شخصي من القوات السودانية. وبعد وفاة بدر، أصبح السودان هم الركيزة الأساسية للجيش الفاطمي، وظلوا موالين للسلالة حتى النهاية، وحاولوا دون جدوى الثورة ضد صلاح الدين عندما اتضحت نية الأخير في عزل الفاطميين، في ما يسمى "معركة السود". وبعد هزيمتهم، طُردت القوات السودانية من القاهرة إلى داخل البلاد، وطُوردوا في مذبحة كبيرة. وقد أدى هذا إلى إزالة آخر دعم للسلالة الفاطمية وترك صلاح الدين سيدًا بلا منازع لمصر.

#### زويلة
كانت هناك مجموعة عرقية مبكرة أخرى وهي الزويلة، الذين حصلوا على اسمهم من بلدة تحمل نفس الاسم في فزان، حيث جُندوا. إن تكوينهم العرقي الدقيق -عرب، أو بربر، أو سودان- غير واضح: كانت المدينة تحت حكم سلالة بربرية، ولكنها كانت أيضًا مركزًا لتجارة الرقيق، لذلك يُفترض عادةً أنهم كانوا أفارقة سود تم بيعهم كعبيد، ولكن يبقى هذا تكهنًا.
ذُكرَت قبيلة زويلة لأول مرة أثناء الغزو الفاطمي الثاني لمصر، حيث أعدمته السلطات العباسية إلى جانب جنود كتامة الأسرى. عندما أسس المهدي بالله مدينة قصر جديدة في المهدية، قدموا جزءًا من حاميتها، وأصبحت الضاحية الخارجية التي عاشوا فيها تُعرف باسم زويلة بعدهم.
وصل الزويلة إلى مصر في جيش جوهر، وخُصص مقر خاص لهم في القاهرة؛ كما سُمي باب الزويلة باسمهم أيضًا. وقد ظهرت هذه الأسماء في قائمة الوحدات العسكرية في عامي 1004/1005، ولكنها اختفت بعد ذلك من المصادر. السبب غير معروف؛ ربما تم حلهم، أو توقف إمداد المجندين الجدد وفقدت الوحدة أهميتها.

#### الأتراك والديلميون
كان الإخشيديون يستخدمون جنودًا من العبيد الأتراك الغلمان، ولكن لم يدخل الأتراك في الخدمة الفاطمية إلا في عام 978، بعد هزيمة الحاكم التركي لدمشق، ألبتاكين، وجيشه التركي والديلمي. وقد أُعجَب الخليفة العزيز بأدائهم، فعفا عن ألبتاكين وضم بضعة آلاف من رجاله إلى الجيش الفاطمي. في حين كان الأتراك في عهد ألبتاكين من المحررين، ففي العقود التالية، سيُجند وزراء الفاطميين غلمانًا أتراك بأعداد كبيرة؛ ربما ستكون نواةً لما سيُعرف لاحقًا بالمماليك. وقد جاء هؤلاء إما من أسواق العبيد في بلاد الشام، أو ربما، كان البيزنطيين يرسلونهم بعد استعبادهم، من إمبراطوريات شمال البحر الأسود، في شبه جزيرة القرم وبحر آزوف. ومن المعروف أن أتراكًا آخرين دخلوا الخدمة في الدولة الفاطمية بعد أن خدموا سابقًا العديد من السادة الآخرين في الشرق الأوسط. بحلول منتصف القرن الحادي عشر، أفاد ناصر خسرو أن الأتراك في الخدمة الفاطمية قد وُلدوا في مصر.
وبحسب ليف، "منح الفاطميون الأتراك مكانة مميزة وربطتهم روابط رعاية خاصة بالنظام". وكان لهم حي خاص بهم، ليس في القاهرة بل في الفسطاط، وتزوجوا من نساء مصريات. وقد ورد ذكرهم في أعمال الشغب التي وقعت في عشرينيات القرن الحادي عشر، أثناء القتال ضد السودان والبربر. خلال فترة الفوضى التي امتدت من عام 1062 إلى عام 1073، برز الأتراك كحكام فعليين للعاصمة، حتى أطاح بهم بدر الجمالي. ثم اختفوا بعد ذلك، على الرغم من بعض المحاولات التي بُذلت لإعادة تقديمهم لمواجهة الصليبيين، والتي لم تكن ناجحة على ما يبدو.
كان الديلميون، وهم شعب جبلي من شمال إيران، مصدرًا شائعًا للجنود لعدد من الحكام الإسلاميين منذ القرن التاسع. وفي مصر كانوا متحالفين بشكل وثيق مع الأتراك، حيث دخلوا الخدمة في نفس الظروف، بعد هزيمة ألبتاكين؛ وكانوا هم والأتراك يتقاسمون ربعًا في العاصمة. في عام 1024، وُثق الديالمة كفوج منفصل، لكن ناصر خسرو يشهد بأن "الأتراك والفرس يُطلق عليهم بشكل جماعي اسم المشارقة". ويذكر ناصر خسرو أيضًا أنه خلال زيارته، رأى 300 من الديلميين سيرًا على الأقدام يرافقون الخليفة مسلحين بالفؤوس ورماح الديالمة المُميزة القصيرة التي تُسمى زوبن (zhupin).

#### الأرمن
كان الأرمن يخدمون في جيوش القوى في الشرق الأوسط لعدة قرون، وبدأوا في الانضمام إلى الخدمة الفاطمية بعد غزو مصر. اشتهروا بمهاراتهم في الرماية، وازداد عددهم بشكل خاص بعد صعود الأرمني بدر الجمالي إلى السلطة، على الرغم من أنهم لم يصبحوا الأغلبية في الجيش.
إلى جانب السودان، عارض الأرمن صلاح الدين، ولكنهم هُزموا خلال "معركة السود"، وتعرضوا لعدة مذابح أنهَت وجودهم، وصُودرت ممتلكاتهم.

#### البدو وغيرهم من المساعدين
بالإضافة إلى الأفواج الدائمة، استخدم الجيش الفاطمي القبائل البدوية من الصحاري المصرية والشامية كقوات مساعدة. وزعم ناصر خسرو أنه لم يكن هناك أقل من 50 ألفًا من البدو المسلحين بالرماح في الخدمة الفاطمية. بالنسبة للحملات المحددة، وخاصة كجزء من الجهاد، اُستُدعي المتطوعون لتكملة الأفواج الدائمة.

### الوحدات المسماة

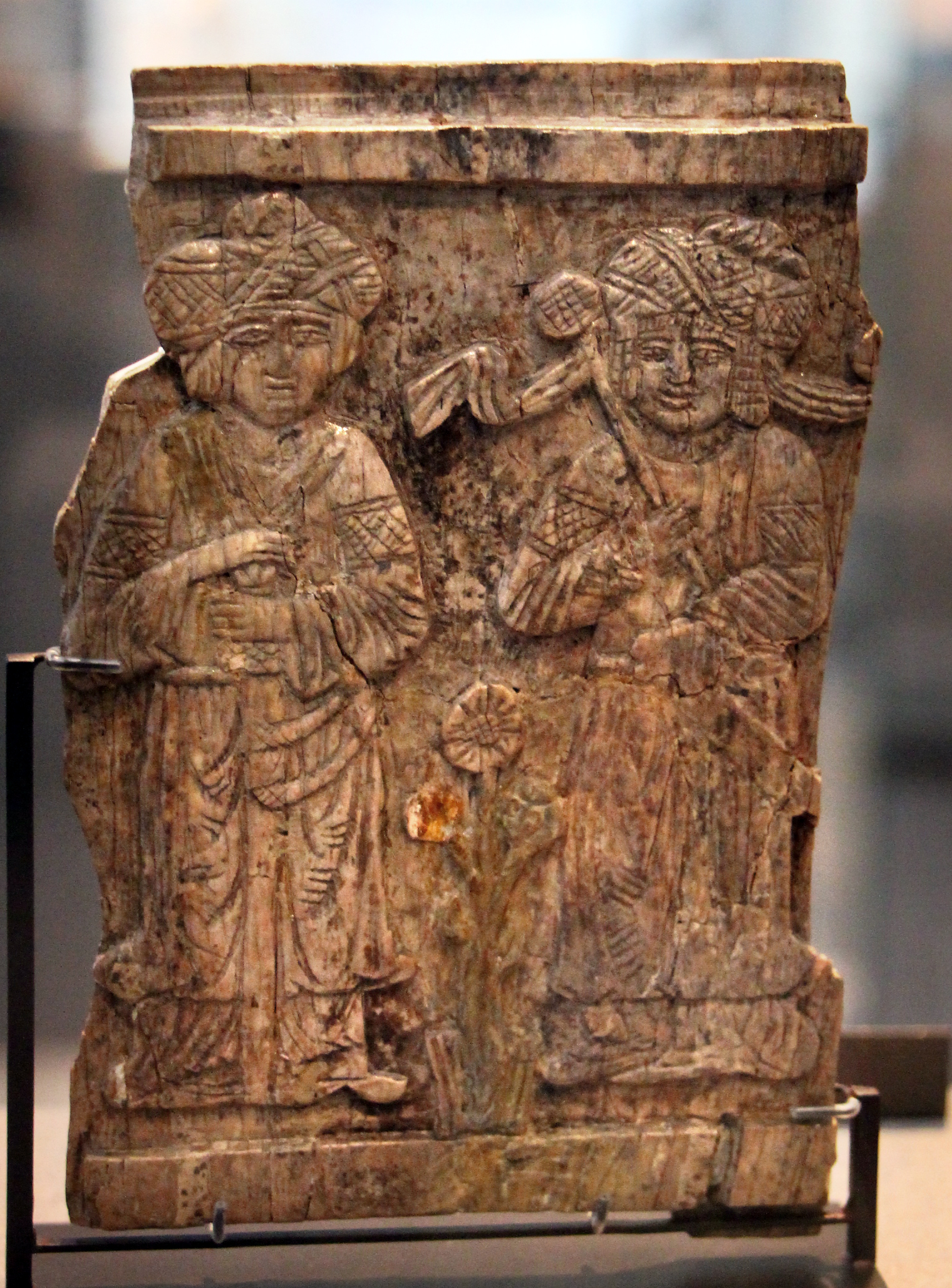
لوحة عاجية من القرن الحادي عشر تصور حراسًا فاطميين، موجودة في متحف اللوفر

- الحرس الخليفي (الحُجَريَّة)، وهم فرقة نخبة من الفرسان أُنشئت على يد الوزير الأفضل شاهنشاه انطلاقًا من مدرسة قصرية سابقة لتدريب الضباط. جُند أفرادها من أبناء النخب العسكرية والمدنية، وكان الغرض منها إنشاء فرسان قادرين على مضاهاة الغلمان الأتراك في المهارة. قُسمت هذه الفرقة أثناء التدريب إلى سبعة عنابر مسماة (حُجَرَات)، وبعد التخرج، كان يُطلق على الجنود لقب "صِبْيَان الخَاصَّة".[73][74] (راجع المصدر: يعقوب ليف الدولة والمجتمع Lev, State and Society, الصفحات 100–102)
- الأفْضَلِيَّة: الجنود الذين جندهم الوزير الأفضل.[16]
- الأَمِيرِيَّة: الجنود الذين جندهم الخليفة الآمر.[16]
- العَزِيزِيَّة: الغلمان الأتراك الذين جندهم الخليفة العزيز.[69]
- البَرقِيَّة: وهي تختلف عن الفرقة البربرية الأصلية التي تحمل الاسم نفسه، وقد أنشأها الوزير طلائع بن رُزَّيق، وضمّ إليها ضباطًا ووضعها تحت قيادة ضرْغَام.[42][75]
- الحَافِظِيَّة: الجنود الذين جندهم الخليفة الحافظ.[16]
- الحَمدَانِيَّة: جنود سابقون من دولة بني حمدان انضموا إلى الخدمة الفاطمية في عام 981/982م. وقد وُثق وجودهم ليس فقط في القاهرة، بل أيضًا في مهام حامية في فلسطين والشام.[69] ومن أصل مشابه جاءت فرقة البَكْجُورِيَّة، وهي من جنود بكجور، القائد الحمداني السابق الذي أصبح واليًا فاطميًا على دمشق حتى إعدامه عام 988م. وكانت الفرقتان مرتبطتين ارتباطًا وثيقًا، وكان يمكن للضباط التنقل بينهما.[69]
- الإخشِيدِيَّة والكَافُورِيَّة: وهم جنود من الدولة الإخشيدية (بمن فيهم الجنود الذين جندهم الأمير والوصي الإخشيدي أبو المسك كافور)، وقد أُدمج بعضهم في الجيش الفاطمي بعد فتح مصر عام 969م.[2]
- الجُيُوشِيَّة: أسسها بدر الجمالي وسُميت نسبة إلى لقبه "أمير الجيوش".[76][77] يُحتمل أنهم كانوا من الأرمن،[77] أو أنهم من المشاة السود الذين جُندوا أثناء حملات بدر لتأمين الصعيد.[78][16] كانت هذه الفرقة الدعامة الأساسية لنظامي بدر والأفضل، وكانت مسؤولة عن إيصال كتَيِّفَات إلى السلطة عام 1130م.[77] ولا يزال يُذكر وجودها في عام 1149م.[79]
- الرَّيحَانِيَّة: فرقة من الجنود السود وُثق وجودها في العقود الأخيرة من الدولة الفاطمية.[75][80] ولا تزال مذكورة في عام 1149م.[79]
- القَيْصَرِيَّة: نشأت كحرس قصر خاص بالأميرة سِتّ المُلك. وهي وحدة فرسان، وقد بلغ عدد أفرادها ألفًا عام 996م، وآخر ذكر لها كان في عام 1025/1026م.[28] يشير اسم الفرقة، "رجال القيصر" (الذي يشير عادة إلى إمبراطور بيزنطة)، إلى احتمال أن يكون أفرادها من جنود الرُّوم.[45]
- الوَزِيرِيَّة: حرس شخصي للوزير يعقوب بن كِلِّس.[16]
- الظَّاهِرِيَّة: غلمان أتراك جندهم الخليفة الظاهر.[69]

## الأسلحة والمعدات
تذكر المصادر الفاطمية استخدام آلات الحصار بالفعل خلال الفترة الإفريقية للدولة الفاطمية، بما في ذلك منجنيق الشد، والمنجونيات، وأبراج الحصار الدبابيّة. كان أهل كتامة، الذين شكلوا الركيزة الأساسية للجيش الفاطمي في فترته المبكرة، مسلحين بالسيوف والأقواس، وخاصة رماح المزاريق، تمامًا مثل أسلافهم في العصور القديمة الكلاسيكية. كانوا في العادة غير مدرعين؛ ويبدو أن الدروع الثقيلة لم تُستخدم على الأقل حتى غزو جوهر لمصر.
وقد حدث التحول الرئيس في تسليح الجيوش الفاطمية نتيجة لمواجهتهم مع الأتراك المدججين بالسلاح من ألبتاكين في الشام في سبعينيات القرن التاسع، الأمر الذي أدى في وقت قصير إلى إدخال القوات التركية والديلمية إلى الجيش الفاطمي. كان سلاح الفرسان الثقيل، حيث كان كل من الفارس والحصان مدرعين بسلسلة زردية، سمة منتظمة للجيوش الفاطمية بعد تلك النقطة. على الرغم من وجود مجموعة كبيرة ومتنوعة من الأسلحة خلال القرن الثاني عشر، إلا أن المشاة والفرسان احتفظوا بالرمح والسيف كأسلحة رئيسة لهم. أُنتجَت الأسلحة في ورش عمل خاصة خاضعة لسيطرة الدولة، ولكن اُستُوردَت أيضًا في بعض الأحيان من الخارج.

## التقدير
خلال السنوات الأخيرة من الخلافة، ظل الجيش كبيرًا، لكنه كان غير فعال إلى حد كبير. كان تقسيمه إلى فيالق عرقية يعكس أنه يفتقر إلى التماسك، في حين أن حقيقة أن قوة المشاة السودان شكّلوا الجزء الأكبر من قواتها حدت من قدرتها على الحركة. كان كل من الصليبيين والدول المسلمة في الشام غير مدركين لقدراته القتالية. بعد فترة وجيزة من توليه السلطة في مصر، قام صلاح الدين الأيوبي بتدمير الجيش الفاطمي، الذي كان يتألف في ذلك الوقت بشكل رئيس من السودانيين والأرمن. كان السودانيون، الذين خدموا في المشاة، عديمي الفائدة بالنسبة لصلاح الدين، في حين احتفظ بالأرمن إلى حد كبير بإيمانهم المسيحي القديم. ونتيجة لذلك، شنّ صلاح الدين "معركة السود"، حيث هُزمت القوات الفاطمية وأُجبرَت على الفرار من القاهرة، على الأقل جزئيًا من الناحية الدينية باعتبارها هجومًا على الكفار. على الرغم من أن صلاح الدين قد استخدم مع مرور الوقت بعض بقايا الجيش الفاطمي - حيث ثبت وجود السودان والمصامدة في القاهرة حتى عام 1191/2 ولو بشكل قليل - إلا أن الجيش الذي بناه صلاح الدين كحاكم لمصر مثل، وفقًا للمؤرخ يعقوب ليف، "قطيعة كاملة مع التقاليد والتنظيم العسكري الفاطمي"، كونه قوة أصغر بكثير تعتمد بشكل شبه حصري على سلاح الفرسان.